# 蓨縣
蓨县，中国古代的县，又作條县、修县、脩县、蓨县。
西汉文帝后二年（前162年）封周亚夫为條侯于此，属清河郡，后改为县。治今河北省景县南。属信都国。东汉永平末年改属勃海郡。东汉建安十二年（207年），曹操将田畴“举茂才，拜为蓨令，不之官，随军次无终”。西晋移治今景县西。北魏改作脩县。隋文帝开皇五年（585年）改脩县置蓨县，属冀州。治所即今景县。隋炀帝大业初年，属信都郡。唐朝前期属德州，唐代宗永泰之后改属冀州。五代与北宋沿置，金朝属景州。元朝为景州州治。明太祖洪武初年废入景州。